# Música junina

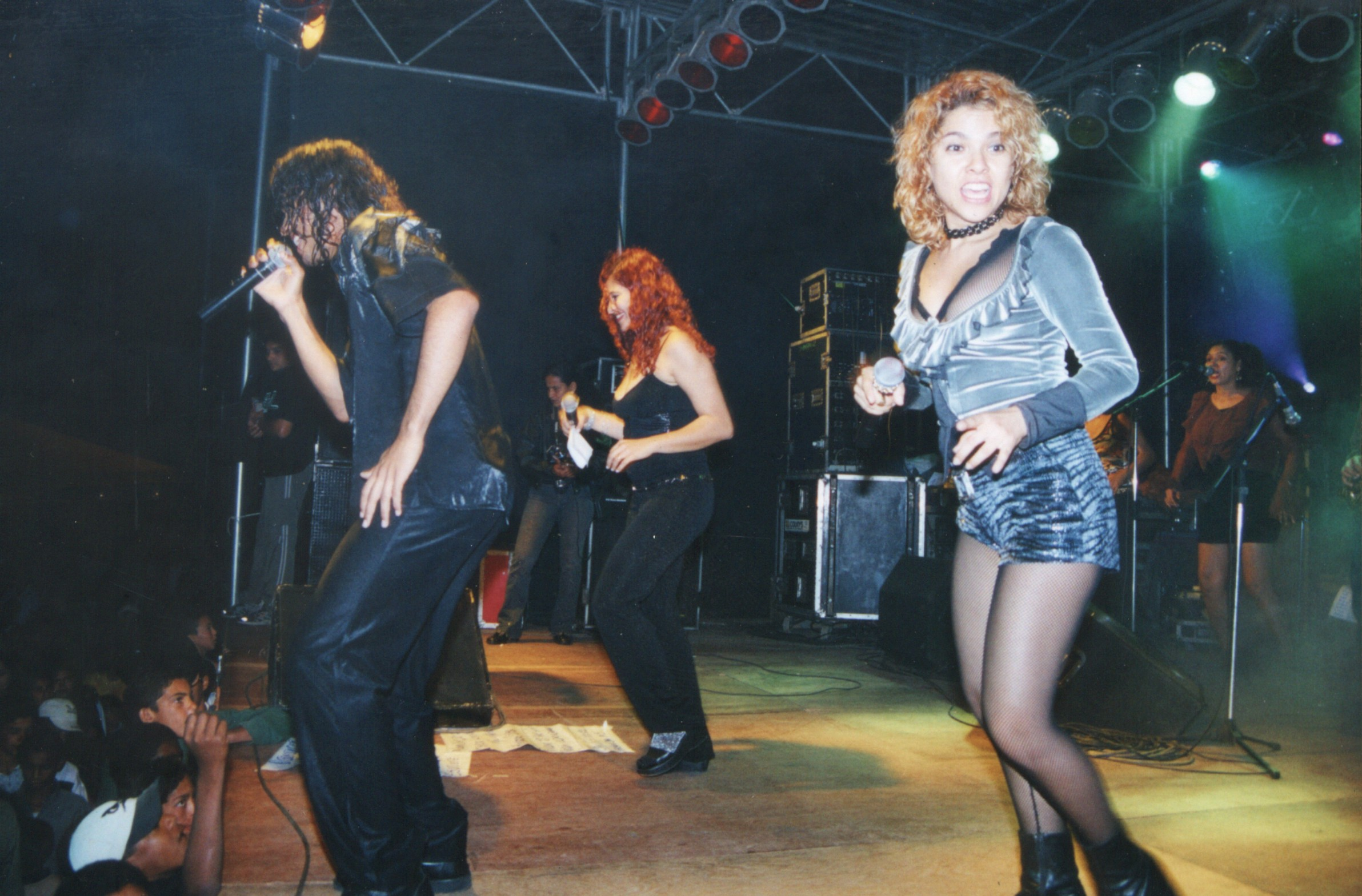
Nuevos grupos como Mastruz com Leite mantienen vivo el género musical junino.

Música junina, canción junina y también de São João o joanina es el género musical brasileño de canciones dedicadas a las festividades que se realizan en el mes de junio en honor a san Antonio, san Juan y san Pedro. Como género comenzó en los años 1930 y hasta los años 1950 hubo varios compositores lanzando canciones exclusivamente para las Fiestas Juninas, cuando encontró un descenso en popularidad.
Con la diversificación de géneros y estilos en la música brasileña, aquellos que se pueden reunir en un mismo grupo como la música junina (como el xote, el xaxado, el baião y el forró) todavía se dividen en varias tendencias, como es el caso del forró, que tiene ramificaciones como el forró universitario, que pronto pasó de moda.
En informes basados en informaciones de años anteriores, el Escritório Central de Arrecadação e Distribuição, organismo responsable de recaudar los derechos de autor en Brasil, reveló que el compositor favorito de la música junina es Luiz Gonzaga; a pesar de su muerte en 1989, canciones suyas como «Pagode Russo», «Asa Branca» y otras, marcaron el camino durante las fiestas juninas. Esto sucedió principalmente con la renovación del estilo en la década de 1990, cuando el género se modernizó a través de regrabaciones actualizadas, como la realizada por el grupo cearense Mastruz com Leite, con «Pagode Russo».
Al igual que el Carnaval, las celebraciones de junio forman parte del calendario festivo brasileño (herencia portuguesa, donde las «fiestas» se tradujeron en Navidad, Semana Santa y San Juan),  y generan fiestas en todo el país cada año conocidas como arraiais, quadrilhas, forrós, así como concursos de composiciones dedicadas al momento.

## Orígenes
En el siglo XVI surgieron los colegios jesuitas para indios y a partir de ahí la música de junio comenzó a extenderse por todo Brasil. En 1603, la obra História do Brasil de Vicente do Salvador relataba que a los indios les gustaban mucho las cosas nuevas, como el día de San Juan por las hogueras y ermitas.
Fue la primera fiesta brasileña en tener repertorio musical propio; ya en 1837, el padre Lopes Gama (más conocido como «Padre Carapuceiro») había publicado en su periódico O Carapuceiro la existencia de varias canciones juninas cantadas durante las fiestas de mitad de año.

## Primeras grabaciones
La primera canción enteramente dedicada a las fiestas de junio es la marcha «Cai, Cai, Balão» del 22 de mayo de 1933, escrita por el compositor bahiano Assis Valente y grabada originalmente a dúo por Francisco Alves en sociedad con la entonces desconocida Aurora Miranda. La canción fue lanzada por el sello discográfico Odeon con el número 11.018.

Para J. Severiano y Z. H. D. Mello, la música popular brasileña de posguerra atravesaba un proceso transicional y modernizador de adaptación cultural donde se crearon varios géneros (como la samba): 
«A diferencia de la samba, un producto mestizo, resultante de la fusión de la melodía y armonía europea con la rítmica afrobrasileña, la marchinha es descendiente de la polca-marcha, que incorpora algunas características de las marchas portuguesas y ciertos ritmos americanos, de moda en la época.» 
Assis Valente fue probablemente el primer compositor del país en componer en estilo junino, seguido en el mismo año de 1933 por «Chegou a Hora da Fogueira», de Lamartine Babo). También este año, el flautista Benedito Lacerda ganó un concurso del periódico A Noite con la canción junina «Briguei com São João». Carmen Miranda fue la cantante que más grabó en este estilo, y su dueto con Mário Reis en «Chegou a Hora da Fogueira» de Lamartine Babo, editado por Victor también en 1933, fue el mayor éxito del género.
El gran incremento del mercado fonográfico y también la llegada de los anuncios de radio, cada vez más populares, contribuyeron a este éxito inicial en la década de 1930; el género también contribuyó a la difusión en el resto del país de la producción artística y cultural de Río de Janeiro y São Paulo que se desarrolló con la creciente urbanización de esos centros, y se incrementó en revistas, discos y radio.

## Decaimiento inicial
Ya en 1949, el columnista musical de A Scena Muda, F. Corrêa da Silva, registraba que la música popular brasileña «tiene una buena porción de canciones juninas que, en el pasado, merecieron una franca aceptación popular y que, por eso mismo, no deben ser objeto del desprecio de nuestras fábricas discográficas». Destacaba entre ellas «Matrimônio, matrimônio», de Lamartine Babo, «Antônio, Pedro e João», de Benedito Lacerda y «Cai, cai, balão», de Assis Valente, y defendía la idea de que las principales discográficas dedicaran mayor espacio a este género.
En los años 1950, la música junina, con los cambios en el mercado musical, pasó a ser secundaria.

## Éxitos antiguos y modernos
Los informes de la encuesta Ecad hasta 2009 muestran que cada año coexisten nuevos y viejos éxitos juninos en las celebraciones de todo Brasil: si Luiz Gonzaga es el cantautor con más grabaciones realizadas, las mayores recaudaciones contaron con cantautores aún activos, como Targino Gondim, gracias a las regrabaciones de su canción «Esperando na Janela» realizadas por Gilberto Gil y el Padre Antônio Maria.
Entre los nombres del pasado que siguen vigentes en las fiestas juninas se encuentran Lamartine Babo con temas como «Chegou a Hora da Fogueira» e «Isto é Lá com Santo Antônio» (también conocida como «Matrimonio, matrimonio»), Haroldo Lobo con «O Sanfoneiro Só Tocava Isso», Braguinha y Alberto Ribeiro con «Capelinha de Melão» o Benedito Lacerda con«Antônio, Pedro e João».
Incluso nombres asociados a otros estilos musicales presentan éxitos de junio, como es el caso de los caipiras Mário Zan (acordeonista paulista, con «Festa na Roça») y Tonico (del dúo Tonico & Tinoco, con «Moreninha Linda»). El propio Gilberto Gil, tras el éxito de «Esperando na Janela» que en el año 2000 fue incluido en la banda sonora de la película «Eu, Tu, Eles», comenzó a dedicarle más espacio al género en su repertorio.
Algunos éxitos juninos van más allá del momento y del medio en el que fueron lanzados; un claro ejemplo es el cantante Dorgival Dantas y su canción «Você Não Vale Nada», o el forró «Homem com H», de Antônio Barros, que fue un gran éxito nacional en los años 1980 en la voz de Ney Matogrosso.

## Actualidad
Varias ciudades brasileñas celebran concursos musicales en el mes de junio, como São Luís do Paraitinga en São Paulo con el Festival de Música Junina, o Cachoeira en Bahía.